# UNMIBH
La  Missione delle Nazioni Unite in  Bosnia ed Erzegovina (UNMIBH dall'linglese United Nations Mission in Bosnia and Herzegovina) è stata una missione di peacekeeping delle Nazioni Unite, autorizzata dal Consiglio di Sicurezza con la risoluzione 1035 e ampliata con la risoluzione 1357, che ebbe inizio nel dicembre 1995 con l'arrivo di un contingente multinazionale di "caschi blu" nel paese.
Compito della missione, era quello di stabilizzare la neonata Repubblica bosniaca dopo le guerre balcaniche degli anni novanta, riformare e addestrare la polizia bosniaca, garantire il rispetto della legge ed il rispetto dei diritti umani, favorire il democratizzazione del paese e l'assistenza ai rifugiati.
Il mandato fu completato il 31 dicembre 2002.